# Mechanicyzm
Mechanicyzm – pogląd wywodzący się z XVI-wiecznej filozofii przyrody, zgodnie z którym natura jest zbudowana jak mechanizm. Jest zbiorem materialnych elementów w ruchu, których zachowania wyjaśnia mechanika. To połączenie redukcjonizmu, determinizmu i materializmu.

## Rozwój

### XVI i XVII wiek
Pionierami mechanicyzmu byli w XVI wieku David van Goorle, Sebastian Basso, Galileusz, Walter Warner i Nicholas Hill. Ich koncepcje były niespójne i nie tworzyły systematycznej całości. W XVII wieku powstała filozofia mechanistyczna, której podstawową zasadą był mechanicyzm. Za jej pierwszego przedstawiciela można uznać Isaaca Beeckmana. Jego prace nie zostały do XX wieku wydane i nie były szerzej znane. Znacząco wpłynął jednak na Kartezjusza i Pierre'a Gassendiego, którzy uczynili z filozofii mechanistycznej jeden z głównych nurtów myśli nowożytnej i podstawę nowożytnej nauki. 
Mechanicyzm przeciwstawiał się fizyce arystotelejskiej, dominującej w średniowiecznej filozofii przyrody i wpływowej również w renesansie. W szczególności mechanicyzm prezentował odmienną 
koncepcję przyczynowości. Odrzucał arystotelesowską koncepcję przyczyny celowej, a także możliwość oddziaływań przyczynowych na odległość. Przyczynowe oddziaływania między materialnymi elementami zachodzą jedynie przez bezpośredni kontakt fizyczny. 
Kartezjusz i Gassendi zaprezentowali rozbudowane systemy filozofii przyrody, przyczyniając się znacząco do rozwoju przyrodoznawstwa. Ich filozofie mechanistyczne oparte były na odmiennych poglądach na materię. Gassendi był zwolennikiem atomizmu, natomiast Kartezjusz widział naturę jako pełnię (plenum), w której materia ma charakter ciągły (nieskończenie podzielny).
Innymi znaczącymi mechanistami XVII wieku byli Marin Mersenne, Kenelm Digby, Walter Charleton, William Harvey i Thomas Hobbes. Poglądy Harveya były w głównej mierze arystotelejskie (np. w embriologii), zaprezentował on jednak mechanistyczny model cyrkulacji krwi w ciele. Model ten zainspirował Kartezjusza do stworzenia mechanicznego modelu człowieka. Z kolei Gassendi odrzucał Harveyowską koncepcję obiegu krwi w ciele. 
Filozofia Hobbesa nie była popularna wśród filozofów przyrody. Stworzył on natomiast bardzo znany system łączący zagadnienia przyrodoznawcze, antropologiczne i polityczne. Jego zmatematyzowana, deterministyczna teoria była przywoływana jako przykład, że mechanicyzm prowadzi do materializmu, deizmu czy ateizmu. 
W drugiej połowie XVII wieku filozofia mechanistyczna uzyskała pełną postać. Jej głównymi przedstawicielami byli Robert Boyle, Christiaan Huygens i Isaac Newton. Ich sukcesy w odkryciach naukowych w dziedzinie chemii (Boyle) i fizyki (Huygens, Newton) oparte były na mechanistycznym poglądzie na świat, co spowodowało dominację tej filozofii wśród przyrodoznawców. Szczególnie wpływowe były prace Newtona, które nie tylko ukształtowały nowożytną naukę, ale miały poważny wpływ na cały nowożytny światopogląd. Powszechnie przyjmuje się, że to właśnie od Newtona pochodzi idea wszechświata jako wielkiego mechanizmu, do którego wyjaśnienia nie potrzeba zewnętrznych, nie-mechanicznych przyczyn  ("wielki zegar Wszechświata") . Pogląd ten jednak jest błędny, jako że Newton był znacznie mniej radykalny, przyznając ważne miejsce chrześcijańskiemu Bogu .

### XVIII wiek
Na początku XVIII wieku mechanicyzm na dobre związał się z deterministycznym i materialistycznym poglądem na świat. Głównymi jego przedstawicielami byli francuscy filozofowie Julien Offray de La Mettrie (autor Człowieka-maszyny), Paul d'Holbach i Pierre Simon de Laplace.

### XIX i XX wiek
W XVIII wieku filozofia mechanistyczna przestała być żywym nurtem filozoficznym. Sam mechanicyzm pozostał natomiast głównym typem naukowego wyjaśniania zjawisk. Zgodnie z mechanistycznym modelem wyjaśniania zjawisk wszystkie zjawiska w sferze makroskopowej były efektami interakcji ciał mikroskopowych. Wyjaśnienie formułowane było w języku mechaniki, za pomocą takich pojęć jak materia, siła, ruch. 
Rozwój nauki doprowadził również do odkrycia zjawisk (np. oddziaływań elektromagnetycznych), których wyjaśnienie w kategoriach mechanistycznych było wątpliwe. Mechanicyzm pozostał obecny w filozofii nauki, uległ jednak znacznym przekształceniom. Jego zwolennikami byli m.in. Henri Poincaré czy Wesley C. Salmon. Ostatecznie upadł w XX wieku, kiedy sformułowano teorie bardziej fundamentalne od mechaniki klasycznej i zupełnie różne od niej pojęciowo: teorię względności i mechanikę kwantową. Ekstrapolacja fizyki Newtona na wszystkie zjawiska w całym Wszechświecie okazała się zawodna.

## Filozofia umysłu
Mechanicyzm znalazł też specyficzne odzwierciedlenie w filozofii umysłu. Od Kartezjusza pochodzi klasyczne sformułowanie idei dualizmu psychofizycznego, zgodnie z którą materia i duch stanowią dwie, zasadniczo odmienne substancje. Mechanicyzm odnoszony był do materii, natomiast duch funkcjonował według odmiennych zasad. Pogląd, zgodnie z którym umysł nie może zostać wyjaśniony mechanistycznie, popierał również Gottfried Wilhelm Leibniz. Został on natomiast odrzucony przez La Mettriego, dla którego człowiek był jedynie skomplikowaną maszyną. Dyskusja ta powróciła w XX wieku, w postaci dyskusji o sztucznej inteligencji.